# Salix rorida
Salix rorida är en videväxtart som beskrevs av Lacksch.. Salix rorida ingår i släktet viden, och familjen videväxter.

## Underarter
Arten delas in i följande underarter:
- S. r. pendula
- S. r. roridiformis